# پیلا
شهر پیلا در استان مقدونیه مرکزی در کشور یونان واقع شده است که دارای جمعیت ۲۳٬۸۶۵  نفر می‌باشد.